# The Mixtape Messiah
| Recensione   | Giudizio |
| ------------ | -------- |
| Epinions.com | [ 1 ]    |

The Mixtape Messiah è un mixtape del rapper Chamillionaire (il primo di una lunga serie), pubblicato il 15 febbraio 2004 sotto la casa discografica Chamillitary Entertainment.

## Il disco
Contenente 62 tracce suddivise in 3 CD, il mixtape è stato certificato il più lungo e il più comprato di tutto il Texas.
Il primo CD è centrato sulla faida che Chamillionaire ebbe in quell'anno con Mike Jones; il secondo contiene tracce del primo e del terzo CD in versione Chopped & Screwed, ed è stato prodotto da OG Ron C; il terzo include collaborazioni coi The Color Changin' Click e altri artisti importanti come Bun B, Paul Wall e Kanye West.

## Tracce

### CD 1
1. I'm Da King (feat. T.I.) – 7:09
2. Shut Up (Interlude) – 0:24
3. You Got Wrecked – 3:29
4. New Name (Interlude) – 1:38
5. Who they Want – 2:35
6. I Mean that Here – 3:35
7. Run You Out the Game – 2:55
8. Not Friendly – 2:43
9. Roll Call – 3:57
10. Talk Show (Interlude) – 5:28
11. Gun Smoke (feat. Yung Ro) – 1:23
12. Drag Em in the River (feat. Rasaq) – 2:15
13. What Would You Do – 1:44
14. Switch Styles – 4:26
15. Body Rock – 3:03
16. Step into My Room – 3:28
17. Answer Machine (Interlude) – 1:44
18. I'm Busy – 1:32
19. Put into Slow Motion (feat. Soulja Jim) – 1:35
20. Screw Jams – 4:16
21. I Had a Dream – 2:17
22. The Thruth – 3:38
23. [senza titolo] – 9:45 – bonus track

Durata totale: 74:59

### CD 2 (Chopped and screwed)
1. I'm Da King – 6:00
2. Roll Call – 4:55
3. I'm a Balla – 1:18
4. Who they Want (feat. Rasaq) – 3:51
5. On Ya Azz – 1:45
6. What Would You Do – 2:49
7. Pimp Drill – 7:37
8. I Mean that There – 5:05
9. Run You Out the Game – 3:13
10. Switch Styles – 4:12
11. I Had a Dream – 5:23
12. O.G. Ron C Guttamix – 1:35
13. Body Rock – 2:49
14. We on Fire – 3:56
15. You Got Wrecked – 3:47
16. Not Friendly – 3:05
17. Gun Smoke – 3:12
18. Answer Machine – 3:39

Durata totale: 68:11

### CD 3
1. Front to Back (feat. The Color Changin' Click) – 4:25
2. Who I Be (feat. Rasaq) – 2:17
3. Gun Smoke (feat. Yung Ro) – 4:11
4. We Gonna Ride (feat. Rasaq) – 3:18
5. I Be Comin' Down (feat. Rasaq) – 2:05
6. Call Some Hoes (feat. Kanye West & Stat Quo) – 3:10
7. I Got Hoes (feat. Rasaq) – 2:34
8. On Yo Azz – 1:43
9. Texas Boys (feat. Rasaq) – 2:17
10. Big Gem – Hey Lady (feat. Chamillionaire) – 3:23
11. Pimp Drill (feat. The Color Changin' Click) – 4:34
12. Panky Rang (Interlude) (feat. Rasaq) – 5:04
13. Hurtin' Em Bad – 3:26
14. We On Fire (feat. The Color Changin' Click) – 4:21
15. I'm a Balla (feat. Far East, Play-N-Skillz) – 4:33
16. I Tip Down (feat. Rasaq) – 3:35
17. Who They Want (feat. Rasaq) – 3:27
18. Platinum Stars (feat. Bun B & Lil' Flip) – 3:46
19. Tippin' Slow – 1:40
20. Still Tippin (feat. Slim Thug) – 9:01
21. Weatherman (feat. Paul Wall) – bonus track

Durata totale: 72:50